# Herbert Johanson

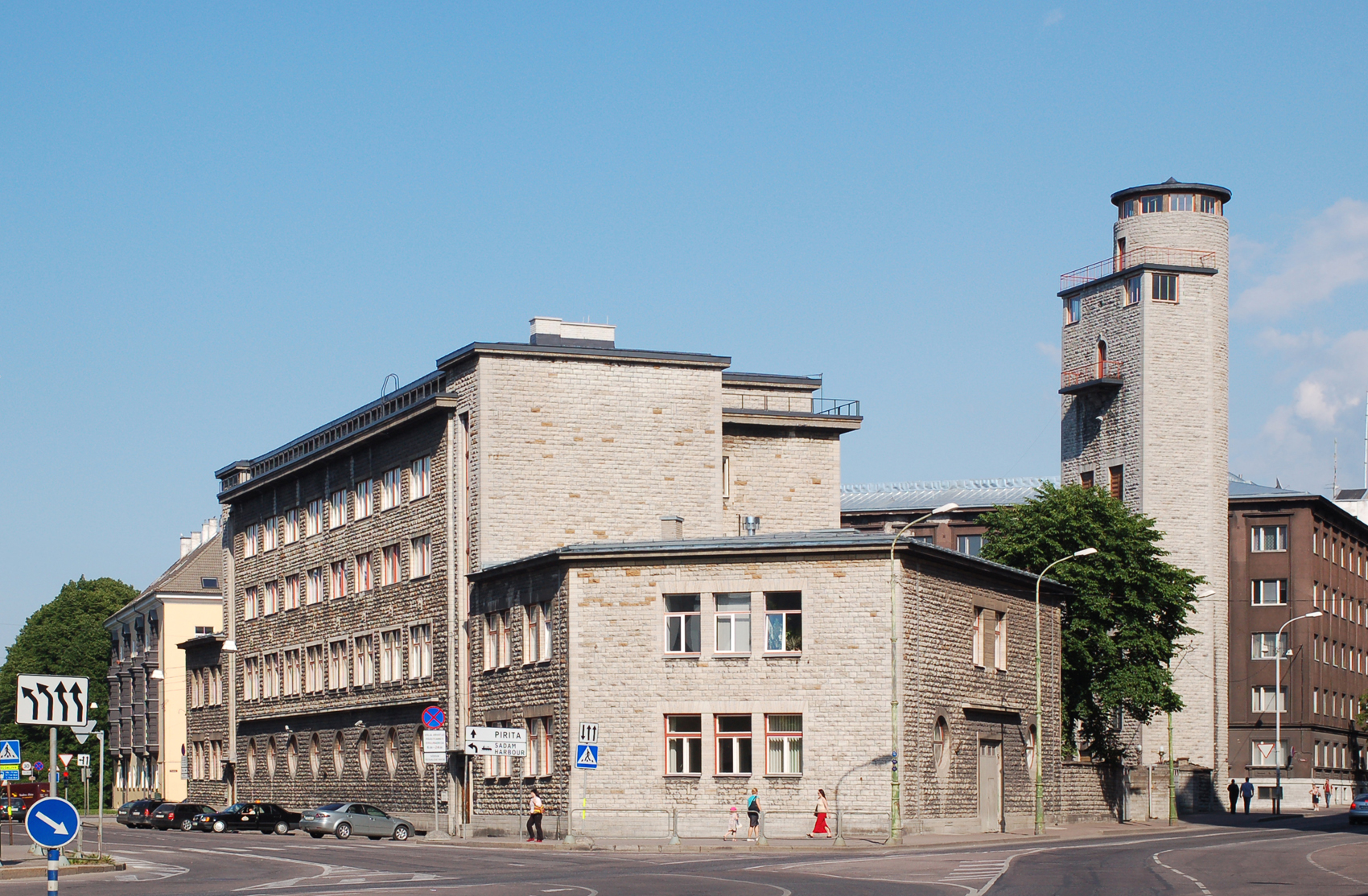
Tallinns brandstation (1936–1939) är numera Estlands räddningstjänstmuseum

Herbert Voldemar Johanson, född 10 september 1884 i Haljala, död 24 november 1964 i Göteborg, var en estnisk arkitekt som bland annat ritade flera offentliga byggnader i Tallinn.
Herbert Johanson studerade vid Rigas tekniska universitet och vid Darmstadts tekniska universitet. Han kom under 10 år att verka i Riga som medarbetare till balttyska arkitekter. Han återvände sedan till Estland och blev en av de ledande arkitekterna i Tallinn. 
Johanson var tillsammans med Eugen Habermann arkitekt för det nya estniska parlamentet Riigikogu som stod klart 1922 och går i expressionistisk stil. Han ritade flera skolbyggnader, bland annat Tallinns franska skola och Jakob Westholm-gymnasiet. Bland andra offentliga byggnader hör Tallinns brandstation (1936–1939) och Tallinns centralsjukhus (1937–1945). Tallinns brandstation med sin kalkstensfasad och stationstorn har kulturminnesmärkts. I ett nytt samarbete med Eugen Habermann ritade Johanson Estlands riksbanks huvudkontor, som färdigställdes 1935.
Herbert Johanson blev en företrädare för funktionalismen där hans småhus på Toompuiestee ses som det första exemplet på funktionalism i Estland. År 1944 flydde han från det krigsdrabbade Estland till Sverige, där han levde fram till sin död 1964. Johanson verksamhet har uppmärksammats av Estlands arkitekturmuseum med bland annat en bok.

## Bildgalleri

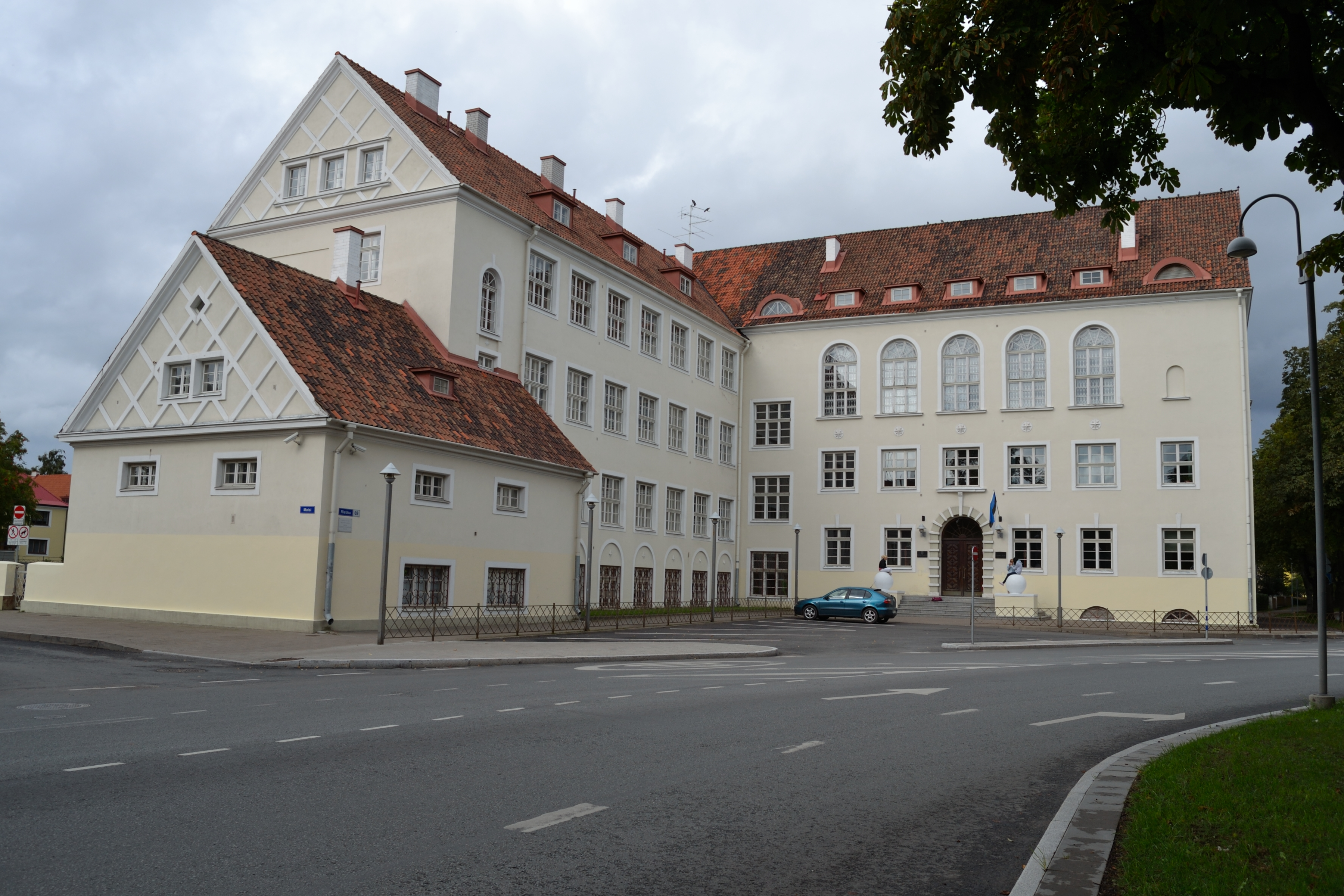
Ristiku grundskola i Tallinn
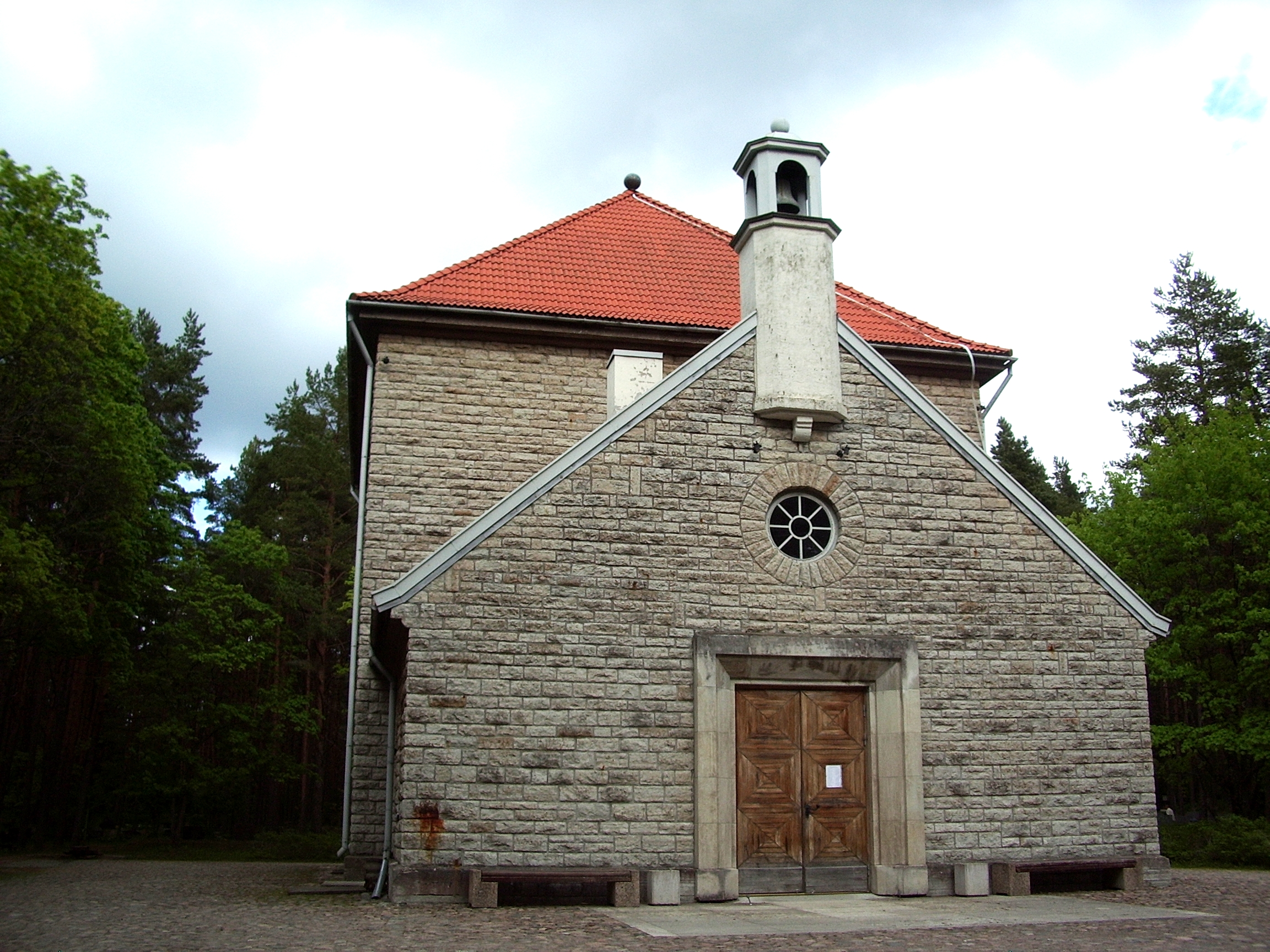
Kapell på Metsakalmistu kyrkogård
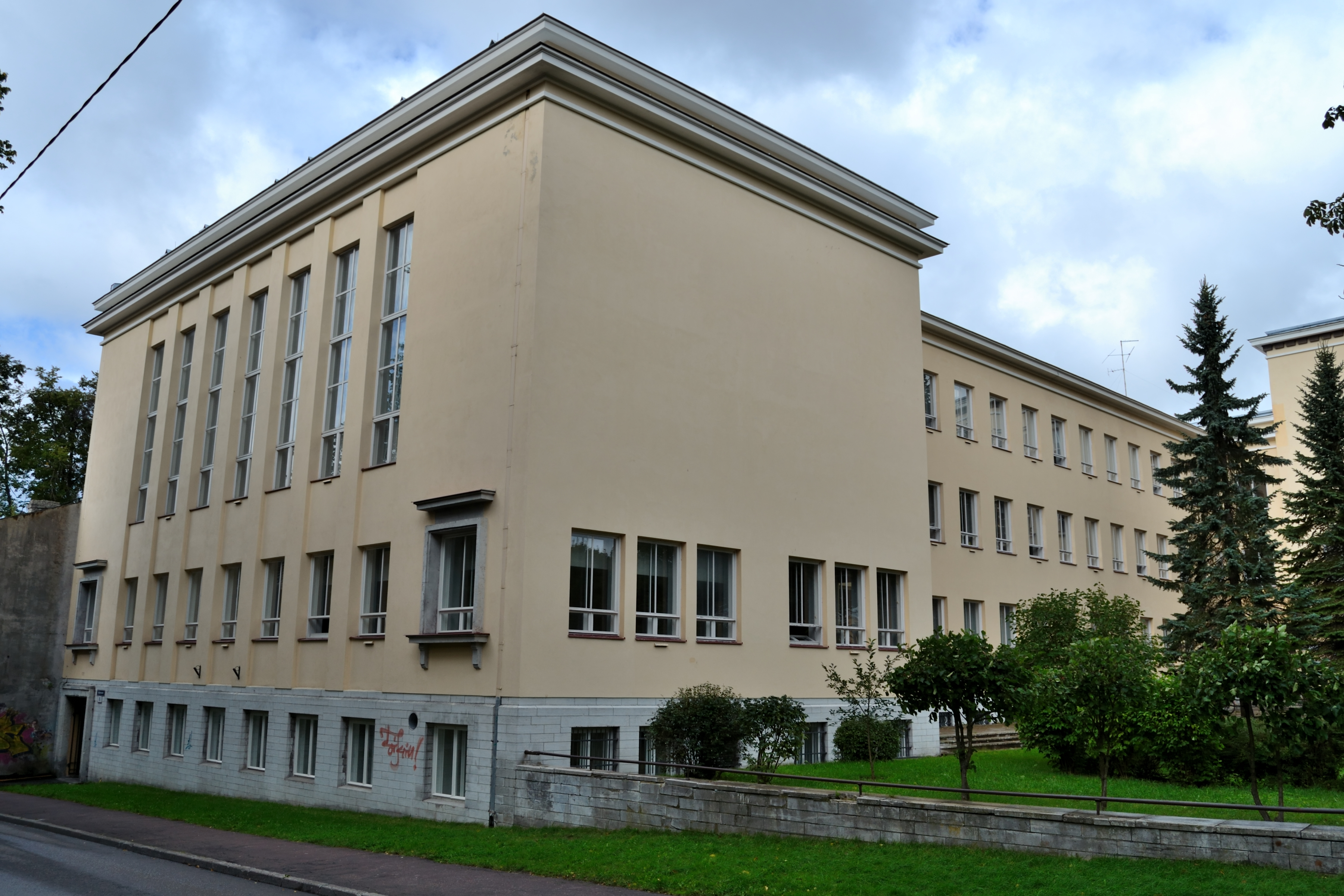
Jakob Westholmgymnasiet i Tallinn, 1940
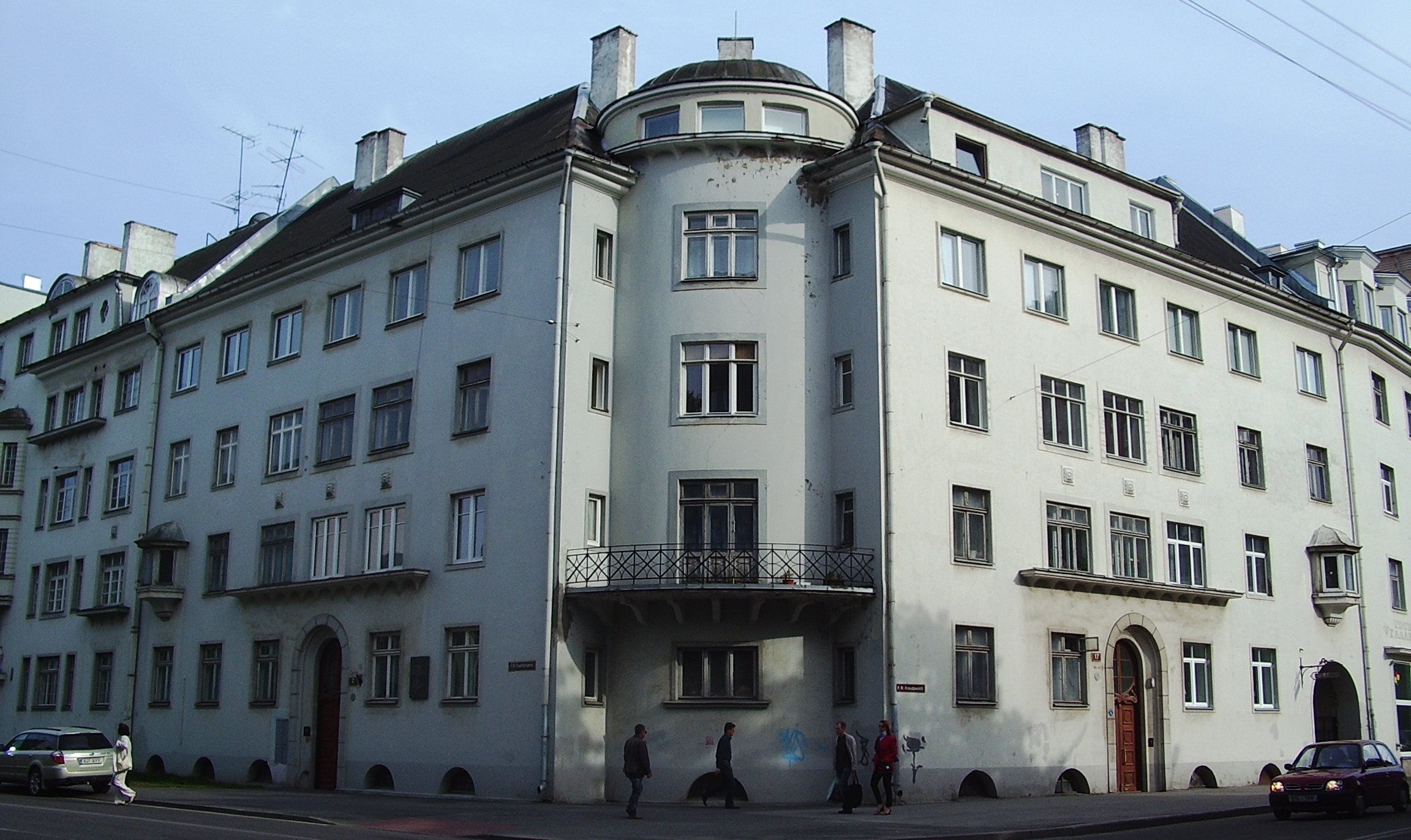
Kreutzwaldigatan 17 i Tallinn